# Цгутінг
Цгутінг (сесото Quthing) — поселення, адміністративний центр району Цгутінг в Лесото. Населення — близько 15 тис. осіб. Місто розташоване на висоті 1500 м над рівнем моря.

## Історія
Місто було засноване у 1877 році.